# Shimizu Saki
Shimizu Saki (清水 佐紀 Shimizu Saki, Thanh Thủy Tá Kỉ) hiện là trưởng nhóm Berryz Koubou của Hello! Project và đồng thời là thành viên của nhóm High King cùng thuộc Hello! Project

## Tiểu sử
Shimizu Saki sinh ra tại Tokyo vào ngày 22 tháng 11 năm 1992 trong một gia đình 4 người (có một anh trai). Sau khi được chọn trong đợt tuyển giọng của Hello! Project năm 2002, Saki gia nhập với tư cách là một trong 15 thành viên của Hello! Project Kids và tham gia vào nhóm ZYX trong năm 2003. Nhóm này đã cho ra 2 Single trước khi ngừng hoạt động.
Năm 2004, Shimizu là một trong 8 thành viên của Hello! Project Kids được chọn để hợp thành Berryz Koubou. Với tư cách là người lớn tuổi nhất, Saki được giao trọng trách trưởng nhóm từ khi Berryz Koubou thành lập cho đến nay.
Vào năm 2008, Shimizu Saki được chọn vào nhóm nhạc High King cùng với 4 thành viên khác từ Morning Musume, °C-ute và Hello! Pro Egg
Trong hội thao (Hello! Project Sport Festival), Saki là thành viên của đội bóng Little Gatas (2004), Mix Gatas (2006) và Gatas Brilhantes (2007)
Shimizu Saki được chọn là thành viên giỏi nhất về vũ đạo trong Hello! Project Kids. Bù lại cho giọng hát không được xuất sắc bằng những thành viên hát chính trong Berryz Koubou như Sugaya Risako, Natsuyaki Miyabi và Tsugunaga Momoko, Saki luôn được đảm nhận phần nhảy solo trong những buổi phối hợp.
Saki là trưởng nhóm duy nhất trong H!P được gọi là Captain (có cả nickname Captain), trong khi những người đứng đầu các nhóm khác được gọi là leader.
Là người ủng hộ việc viết thư tay để tránh lạm dụng quá mức thư điện tử, Saki có sở thích trao đổi thư từ với bạn bè trong lớp và có 1 bộ sưu tập lớn những lá thư nhận được từ khi bắt đầu đi học. Ngoài ra Saki được học đánh đàn Piano từ mẫu giáo và có khả năng chơi được cả Alto (một loại nhạc cụ giống như sáo) tuy nhiên khả năng còn nhiều hạn chế.

## Danh sách đĩa nhạc

### ZYX
| # | Tựa đề                                | Ngày phát hành |
| - | ------------------------------------- | -------------- |
| 1 | Iku ZYX! FLY HIGH (行くZYX! FLY HIGH) | 2003.08.06     |
| 2 | Shiroi TOKYO (白いTOKYO)              | 2003.12.10     |

### Berryz Koubou

#### Đĩa đơn
| #  | Tựa đề                                                                 | Ngày phát hành |
| -- | ---------------------------------------------------------------------- | -------------- |
| 1  | Anata Nashi de wa Ikite Yukenai (あなたなしでは生きてゆけない)         | 2004.03.03     |
| 2  | Fighting Pose wa Date ja nai! (ファイティングポーズはダテじゃない!)    | 2004.04.28     |
| 3  | Piriri to Yukou! (ピリリと行こう!)                                     | 2004.05.26     |
| 4  | Happiness ~Koufuku Kangei!~ (ハピネス～幸福歓迎!～)                    | 2004.08.25     |
| 5  | Koi no Jubaku (恋の呪縛)                                               | 2004.11.10     |
| 6  | Special Generation (スッペシャルェネレ～ション)                        | 2005.03.30     |
| 7  | Nanchuu Koi wo Yatteruu YOU KNOW? (なんちゅう恋をやってるぅ YOU KNOW?) | 2005.06.08     |
| 8  | 21ji Made no Cinderella (21時までのシンデレラ)                         | 2005.08.03     |
| 9  | Gag 100 Kaibun Aishite Kudasai (ギャグ100回分愛してください)           | 2005.11.23     |
| 10 | Jiriri Kiteru (ジリリ キテル)                                          | 2006.03.29     |
| 11 | Waracchaou yo Boyfriend (笑っちゃおうよ BOYFRIEND)                     | 2006.08.02     |
| 12 | Munasawagi Scarlet (胸騒ぎスカーレット)                                | 2006.12.06     |
| 13 | Very Beauty                                                            | 2007.03.07     |
| 14 | Kokuhaku no Funsui Hiroba (告白の噴水広場)                             | 2007.06.27     |
| 15 | Tsukiatteru no ni Kataomoi (付き合ってるのに片思い)                    | 2007.11.28     |
| 16 | Dschinghis Khan (ジンギスカン)                                         | 2008.03.12     |
| 17 | Yuke Yuke Monkey Dance (行け 行け モンキーダンス)                      | 2008.07.09     |
| 18 | MADAYADE                                                               | 2008.11.05     |

#### Albums
| #   | Tựa đề                                                                          | Ngày phát hành |
| --- | ------------------------------------------------------------------------------- | -------------- |
| 1   | 1st Cho Berryz (超ベリーズ)                                                     | 2004.07.07     |
| 2   | Dai ② Seichouki (第②成長記)                                                     | 2005.11.16     |
| 2.5 | Special! Best Mini ~2.5 Maime no Kare~ (スッペシャル!ベストミニ～2.5枚目の彼～) | 2005.12.07     |
| 3   | ③ Natsu Natsu Mini Berryz (③夏夏ミニベリーズ)                                   | 2006.07.05     |
| 4   | 4th Ai no Nanchara Shisuu (4th 愛のなんちゃら指数)                              | 2007.08.01     |
| 5   | 5 (FIVE)                                                                        | 2008.09.10     |

### High King
| # | Tựa đề                                                 | Ngày phát hành |
| - | ------------------------------------------------------ | -------------- |
| 1 | Cinderalla\Complex （C＼C シンデレラ＼コンプレックス） | 2008.06.11     |

## Đóng phim
- [12/2002] Koinu Dan no Monogatari (仔犬ダンの物語): Câu chuyện về chú chó Dan.
- [07/2004] Promise Land ~Clovers no Daibouken~ (～クローバーズの大冒険～): Miền đất hứa: Cuộc phiêu lưu của cỏ ba lá